# إريك دوريون
إريك دوريون هو سياسي كندي، ولد في 24 يونيو 1970 في درومونفيل في كندا. حزبياً، نشط في Action démocratique du Québec ‏. وقد انتخب عضو الجمعية الوطنية في كيبك ‏.